# 안현서
안현서 (安賢書, 1973년 9월 11일 ~ )는 한국의 여자 성우다. 1994년 대교방송 1기 공채 성우 최연소로 데뷔했다.
본명은 안정희지만 동명이인의 선배가 있어서 예명으로 활동중이다.

## 주요 출연작

### 애니메이션
- 가정교사 히트맨 리본 (투니버스) - 후타
- 공룡메카드 - 나용찬
- 공상과학세계 걸리버보이 (어린이TV) - 비비
- 우주소년 아톰  ( 디즈니 채널)  아틀라스 소년
- 금색의 갓슈벨 (챔프) - 셋코로
- 금색의 코르다 (애니맥스) - 리리
- 기가 트라이브 (SBS) - 강투지(트라이브 캡틴)
- 굳세어라 금동아! (재능TV) - 이마빡
- 누들누드2
- 꼬마공주 유시 (재능TV) - 글렌다
- 꼬마천사 코텐코 (챔프) - 나피
- 날아라 방울방울 친구들 (카툰네트워크) - 방울군
- 날아라 팬코 (챔프)
- 날아라 호빵맨 (애니맥스) - 새우튀김덮밥맨
- 다이노코어 (SBS) - 렉스
- 카트라이더 원더랜드 (SBS)  - 모비 오리온 카파에
- 달마의 시간여행 (SBS) - 동자
- 도야지봉 (KBS)
- 디지몬 프론티어 (애니원, 투니버스) - 진가람, 로프몬
- 딸기 100% (애니맥스) - 니시노 츠카사
  - 딸기 100% OVA (애니맥스) - 니시노 츠카사
- 딸기 마시마로 (애니맥스) - 이토 치카
- 마법천자문 (MBC) - 손오공
- 마탐정 로키 라그나로크 (애니원) - 헤임달
- 머메이드 멜로디 피치피치핏치 (애니원) - 노엘, 타라, 이즐
- 몽구스의 대모험 환타루 (SBS) - 몽구스
- 바람이의 모험 (MBC)
- 비밀♥비밀의 에그엔젤 코코밍 (디즈니채널) - 루루밍, 아트밍, 나누밍, 미소네 담임 선생님, 차쟈밍
- 사랑의 마법극장 - 악마와 천사 (애니원) - 해설 / 우진 / 유리
- 수퍼 꼬마 퍼맨 (재능TV) - 퍼맨, 민구
- 슈퍼 슬레이 (MBC)
- 시골쥐와 서울쥐 (애니원) - 지니
- 스티븐 유니버스 (카툰네트워크) - 스티븐
- 싸이킥스 (MBC) - 샌디
- 아스타를 향해 차구차구 - 강차구
- 아리아 디 애니메이션 (애니맥스) - 아이 / 알버트
- 아리아 더 내츄럴 (애니맥스) - 아이 / 알버트
- 아리아 디 오리지네이션 (애니맥스) - 아이 / 알버트
- 아리아 디 아리에타 OVA (애니맥스) - 아이
- 에디와 내 친구 베어 (어린이TV) - 에디
- 이나즈마 일레븐 (재능TV, 투니버스) - 아프로디 / 사마 진 / 왕밤톨
- 요술장화와 래피치 (어린이TV) - 래피치
- 우주 스파이 짐(재능TV) - 짐
- 유희왕 GX (애니박스, 챔프) - 강민 / 미즈치
- 이야기 극장 - 헬로 키티와 친구들 (애니맥스) - 칩
- 이웃집 아이들 (카툰네트워크) - 4호(왈라비 비틀즈)
- 정글왕 사로 (SBS)
- 주홍이의 그림일기 (애니원) - 디은 / 땅꼬마
- 쥬얼펫 트윙클 (어린이TV) - 루비
  - 쥬얼펫 선샤인 (어린이TV) - 루비 / 한장미
- 쫑아는 사춘기 (어린이TV) - 박나리
- 천사가 될거야 (애니원) - 루카 / 사라
- 천하태평 노노짱 (어린이TV) - 노노 할머니 / 총통
- 커렉터 유이 (애니원) - 조아림
- 트윈 시그널 (어린이TV) - 로봇
- 파이어 앰블럼 (어린이TV) - 씨더
- 피규어 17 (챔프) - 서현 / 정호
- 헌터X헌터 (애니원) - 퀴즈 할머니
- 흑장미 부인의 문방구(MBC) - 흑장미 부인
- 해피해피 클로버 (챔프)
- R.O.D (애니원) - 웬디
- 코지 코지 (애니맥스) - 반반이
- 빙쵸탄 (애니맥스) - 렌탄
- 에어리어 88 (애니맥스) - 아바
- 와글와글 붕붕 삼총사 (애니박스) - 루이
- 미스터 맨 쇼 (카툰네트워크) - 밝아 양
- 바다요정 스노크 (재능TV) - 거만이
- 버즈와 포비 (MBC 무비스) - 버즈
- 중2병이라도 사랑이 하고 싶어 (애니맥스) - 타카나시 릿카
- 꼬마유령 캐스퍼 : 새로운 모험 (카툰네트워크) - 실라
- 꼬마유령 캐스퍼 : 학교에 무슨 일이 (카툰네트워크) - 태치
- 야! 러그래츠 (EBS) - 토미
- 암행어사 정약용 (MBC)
- 아스타를 향해 차구차구 (KBS) - 차구
- 포켓몬스터 XY - 포켓몬 도감

### 애니메이션 영화
- 손오공 : 돌원숭이의 탄생 - 손오공
- 상상 속 친구들의 모험 : 몬스터들의 집 (카툰네트워크) - 포스터 할머니
  - 상상 속 친구들의 모험 : 월트를 찾아서 (카툰네트워크) - 포스터 할머니
- 팬더와 친구들의 모험 (MOVIE) - 나나, 할머니
- 극장판 도라에몽: 진구의 비밀도구 박물관 (MOVIE) - 도르문
- 극장판 에그엔젤 코코밍: 푸르밍과 두근두근 코코밍 세계 (MOVIE) - 루루밍
- 극장판 쥬얼펫 스위트댄스 프린세스 (MOVIE) - 루비
- 극장판 숲의 요정 페어리루: 크리스마스의 기적 마법의 날개 (MOVIE) - 루비, 프로키온
- 공룡메카드: 타이니소어의 섬 (MOVIE) - 나용찬
- 키코리키: 시간여행 (MOVIE) - 올가

### 영화
- 캡틴 아메리카: 시빌 워 - 마리아 스타크(호프 데이비스)
- 시티 홀 (SBS)
- 아메리칸 코만도 (SBS)

### 게임
- 카트라이더 - 카파에
- 시크릿 쥬쥬 별의 레이싱 - 시리
- 오션 런너  -    깃대돔
- 명일방주 - 비그나

### 외화
- 떴다! 트레이시 (어린이TV) - 벤
- 말괄량이 삐삐 (어린이TV) - 로미

### 특촬물
- 파워레인저 캡틴포스 (대원방송) - 네비
- 파워레인저 애니멀포스 (대원방송) - 네비

### 방송
- 사랑의 가족 (KBS) - 2013년 5월 2일 출연

### 게임
- 프린세스 퀘스트 - 판나콧타
- 스타 프로젝트 온라인 - 권 가을
- 클로저스 - 미스틸 테인
- 마비노기 영웅전 - 서큐버스 , 서큐버스 퀸 , 레지나 , 이세트
- AFTERLIFE - 엘

### 인터넷
- 레인보우 살인사건 (옛날방송국) - 여직원

### 드라마CD
- 나와 그녀와 그녀와 그녀의 건전하지 못한 관계 - 유유유